# Reakcja Sandmeyera
Reakcja Sandmeyera – reakcja chemiczna wykorzystywana do syntezy halogenków arylowych z arylowych soli diazoniowych. Nazwa pochodzi od nazwiska odkrywcy, szwajcarskiego chemika Traugotta Sandmeyera.
Przebieg reakcji:
Amina aromatyczna (lub heterocykliczna) reaguje z kwasem azotawym tworząc sól arenodiazoniową (arylową sól diazoniową). Utworzona sól reaguje z odpowiednim halogenkiem miedzi(I) (CuX), tworząc halogenek arylowy. Wydajności reakcji Sandmeyera zawierają się w granicach 60–80%.

Najbardziej prawdopodobny mechanizm reakcji Sandmeyera związany jest z powstawaniem wolnych rodników arylowych Ar•. W pierwszym etapie jon miedzi(I) przyłącza się do kationu diazoniowego:
ArN2+ + Cu+ → ArN2Cu2+
Następnie z tak powstałego jonu uwalnia się cząsteczka azotu, miedź(I) utlenia się do miedzi(II) i powstaje wolny rodnik arylowy:
ArN2Cu2+ → Ar• + N2↑ + Cu2+
Wolny rodnik Ar• reaguje z obecnymi w roztworze jonami halogenkowymi (lub pseudohalogenkowymi):
Ar• + X- → ArX + e-
Uwolniony elektron natychmiast redukuje miedź(II) z powrotem do miedzi(I):
Cu2+ + e- → Cu+